# Powershift
Powershift: as mudanças do poder – um perfil da sociedade do século XXI pela análise das transformações na natureza do poder (cujo título original em inglês é: Powershift: Knowledge, Wealth and Violence at the Edge of the 21st Century): é o terceiro livro da trilogia escrita pelo futurista Alvin Toffler, precedida por Future Shock (1970) e The Third Wave (1980). A primeira edição em capa dura foi publicada em 1º de outubro de 1990.